# Sorgente di Gihon
La Sorgente di Gihon era la principale risorsa d'acqua per la città di Sion, il nucleo originario di Gerusalemme. Esistevano tre canali principali per attingere acqua dall'oasi all'interno della città:
- il canale della Media Età del Bronzo - uno stretto canale risalente alla Media Età del Bronzo, profondo circa 6 metri e ricoperto all'epoca da lastre di pietra (rimaste nascoste a lungo tra il fogliame). Esso portava acqua dalla fonte fino alla piscina di Siloe ed era un acquedotto.

- il canale Warren - un ripido tunnel, più tardo rispetto al primo canale, che conduce dalla Well Gate alla cima di Sion sopra Gihon, all'interno della sorgente. Questo canale permetteva il passaggio degli abitanti che intendevano raccogliere personalmente l'acqua della fonte.

- tunnel di Ezechia - un tunnel sinuoso scavato nella roccia, che porta dalla fonte al pozzo di Siloam. Risalente al tempo di re Ezechia, e presumibilmente costruito per fronteggiare la minaccia di assedio della città da parte del re assiro Sennacherib. Esso era un acquedotto che rimpiazzò il canale della Media Età del Bronzo.

Nel 1997, mentre era in costruzione un centro visitatori, fu scoperto che l'oasi era stata fortificata dall'epoca della Media Età del Bronzo, e furono trovate due torri monumentali: una a protezione della base del canale Warren, l'altra a protezione della stessa oasi. Poiché l'area intorno al sito è ancora abitata, e non è stato possibile effettuare scavi, non è noto se esistano altre fortificazioni.